# Otto Apfaltrer von Apfaltrern
Otto Apfaltrer von Apfaltrern (6. dubna 1823 Lehenrotte – 15. září 1905 Štýrský Hradec), byl rakouský šlechtic a politik z Kraňska, v 2. polovině 19. století poslanec Říšské rady.

## Biografie
Pocházel z kraňského šlechtického rodu. Byl přítelem Anastasia Grüna (Anton Alexander von Auersperg) a po Grünově smrti se stal poručníkem jeho syna Theodora.
Angažoval se v politice. Byl poslancem Kraňského zemského sněmu, kde po dlouhé roky působil jako předák Strany ústavověrného velkostatku (centralisticky a provídeňsky orientované). Zasedal i jako poslanec Říšské rady (celostátního parlamentu), kam usedl v prvních přímých volbách do Říšské rady roku 1873 za velkostatkářskou kurii v Kraňsku. Rezignace oznámena na schůzi 20. října 1874. V roce 1873 se uvádí jako baron Otto von Apfaltrern, statkář, bytem Štýrský Hradec. Působil pak jako doživotní člen Panské sněmovny (nevolená horní komora Říšské rady).
Zemřel v září 1905. V politice byl aktivní i jeho syn Otto Apfaltrer von Apfaltrern mladší (1857–1920), který zasedal na Kraňském zemském sněmu.